# Gerard Butler
 (février 2011).
Si vous disposez d'ouvrages ou d'articles de référence ou si vous connaissez des sites web de qualité traitant du thème abordé ici, merci de compléter l'article en donnant les références utiles à sa vérifiabilité et en les liant à la section « Notes et références ».
Pour les articles homonymes, voir Butler.
Gerard Butler, né le 13 novembre 1969 à Paisley en Écosse, est un acteur, réalisateur et producteur de cinéma britannique.
Sa carrière d'acteur commence en Angleterre en 1997, avec le drame historique La Dame de Windsor puis il perce réellement en 2002 avec la minisérie télévisée The Jury.
Il est cependant révélé au grand public mondial en 2006 grâce au rôle du roi Léonidas dans le blockbuster fantastique 300. Par la suite, il confirme dans le registre d'un cinéma d'action musclé, en tête d'affiche de Ultimate Game, Que justice soit faite (2009), Machine Gun (2011), Ennemis jurés (2012), Gods of Egypt (2016), Geostorm (2017), puis Criminal Squad et Hunter Killer (2018).
Il incarne aussi Mike Banning dans une trilogie de films d'action composée de La Chute de la Maison-Blanche (2013), La Chute de Londres (2016) et La Chute du Président (2019).
Parallèlement, il est la tête d'affiche de romances hollywoodiennes : P.S. I Love You (2008), L'Abominable Vérité (2009), Le Chasseur de primes (2010) puis Love Coach (2012).

## Biographie

### Jeunesse
Butler est né à Paisley en Écosse, de Margaret, femme au foyer, et d'Edward Butler, bookmaker. Ses arrière-grands-parents étaient d'origine irlandaise. Éduqué dans une famille ouvrière catholique, il passe ses deux premières années à Montréal, au Québec. Au divorce de ses parents, Butler suit sa mère, qui repart en Écosse avec sa sœur Lynn et son frère Brian. Il a un frère nommé Shaun, issu du deuxième mariage de son père.
Arrivé à la vingtaine, Butler rejoint le Scottish Youth Theatre.

### Débuts en Angleterre (années 1990)
Butler passe ses examens avec succès à la School of Law de Glasgow, avant d'entamer une carrière sur les planches. Son premier rôle est au théâtre, dans la pièce Coriolan. L'année suivante il participe à une version théâtrale de Trainspotting.
Très vite, Butler se tourne vers le cinéma et obtient un second rôle en 1997, dans le drame historique La Dame de Windsor, porté par Judi Dench. La même année, il joue un petit rôle dans le James Bond Demain ne meurt jamais. S'ensuivent différentes apparitions dans des séries TV britanniques et différents petits rôles dans le long-métrage grec La Cerisaie, le drame anglais One More Kiss et le film historique français Harrison's Flowers.
En 1999, il commence la minisérie Attila le Hun, en tant qu'Attila. Durant le tournage du film, la production est arrêtée pour que Butler puisse partir tourner à Hollywood les scènes de deux films hollywoodiens : le premier, réalisé par Patrick Lussier, le film d'horreur Dracula 2001. Puis le film d'action fantastique Le Règne du feu, de Rob S. Bowman. Si les deux longs-métrages, sortis en 2001, passent inaperçus, l'acteur se fait connaître grâce à une mini-série judiciaire anglaise, The Jury, diffusée en 2002 au Royaume-Uni.

### Percée hollywoodienne (années 2000)

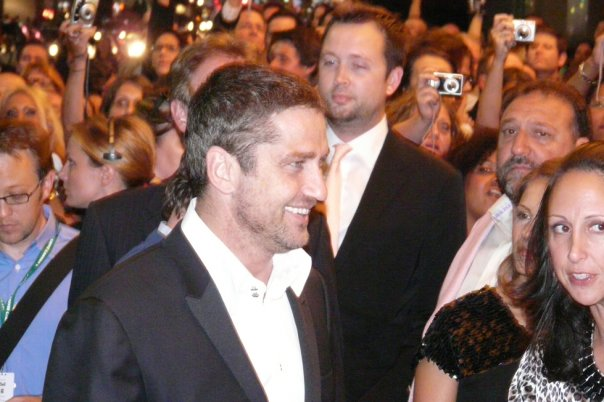
L'acteur au TIFF 2008, pour la première de RocknRolla.

La même année, il progresse à Hollywood en tenant des seconds rôles dans d'autres grosses productions : en 2002, Lara Croft : Tomb Raider, le berceau de la vie, avec Angelina Jolie dans le rôle-titre. Puis en 2003, il tient le deuxième rôle le plus important du film de science-fiction Prisonniers du temps, aux côtés de Paul Walker. Pour cette adaptation du roman Timeline de Michael Crichton signée Richard Donner, il retrouve Billy Connolly, son partenaire de La Dame de Windsor.
L'année 2004 lui permet de poursuivre cette ascension : il retourne en Angleterre pour tenir le premier rôle masculin de la romance Dear Frankie, face à Emily Mortimer, qui lui permet d'obtenir le premier succès critique de sa carrière. Aux États-Unis, il partage l'affiche du remake de Joel Schumacher Le Fantôme de l'Opéra, avec Emmy Rossum, Patrick Wilson et Ciarán Hinds.
L'année 2005 est celle de la révélation : il est d'abord propulsé tête d'affiche : il incarne un coach dans le drame sportif Le Match de leur vie, fondé sur l'histoire vraie de l'équipe de football américaine qui battit l'équipe d'Angleterre à Belo Horizonte, au Brésil, en 1950. Quelques mois plus tard, il prête ses traits à Beowulf dans une co-production internationale intitulée Beowulf, la légende viking. Entièrement filmé en Islande, Beowulf, la légende viking sortit principalement au Canada, avec un succès mitigé. Durant le tournage du film, Butler participe et co-produit le documentaire Wrath of Gods, expliquant les difficiles conditions de tournage auxquelles l'équipe eut à faire face.
Enfin, à la fin de l'année, il tient le rôle principal du blockbuster fantastique 300, réalisé par Zack Snyder. Ce long-métrage suit le roi Léonidas lors de la bataille des Thermopyles, en 480 av. J.-C. Entièrement réalisé en images de synthèse (tout comme le film Sin City), il remporte 456 068 181 $ dans le monde ; le film détient le record de fréquentation en Grèce, avec 325 000 spectateurs en quatre jours. Malgré la forte controverse que provoque le film dans le monde, Butler obtient lui-même différents prix pour son interprétation.
En 2007, il joue dans deux films : tout d'abord le film d'action Le Chantage, aux côtés de Pierce Brosnan. Puis il partage l'affiche du mélodrame romantique P.S. I Love You avec l'oscarisée Hilary Swank.
En 2008, il joue dans le film d'aventures familial L'Île de Nim, mené par Jodie Foster, mais retourne aussi en Angleterre pour intégrer le casting du thriller d'action RocknRolla, de Guy Ritchie, où il prêtes ses traits à un gangster écossais.

### Progression commerciale (années 2010)

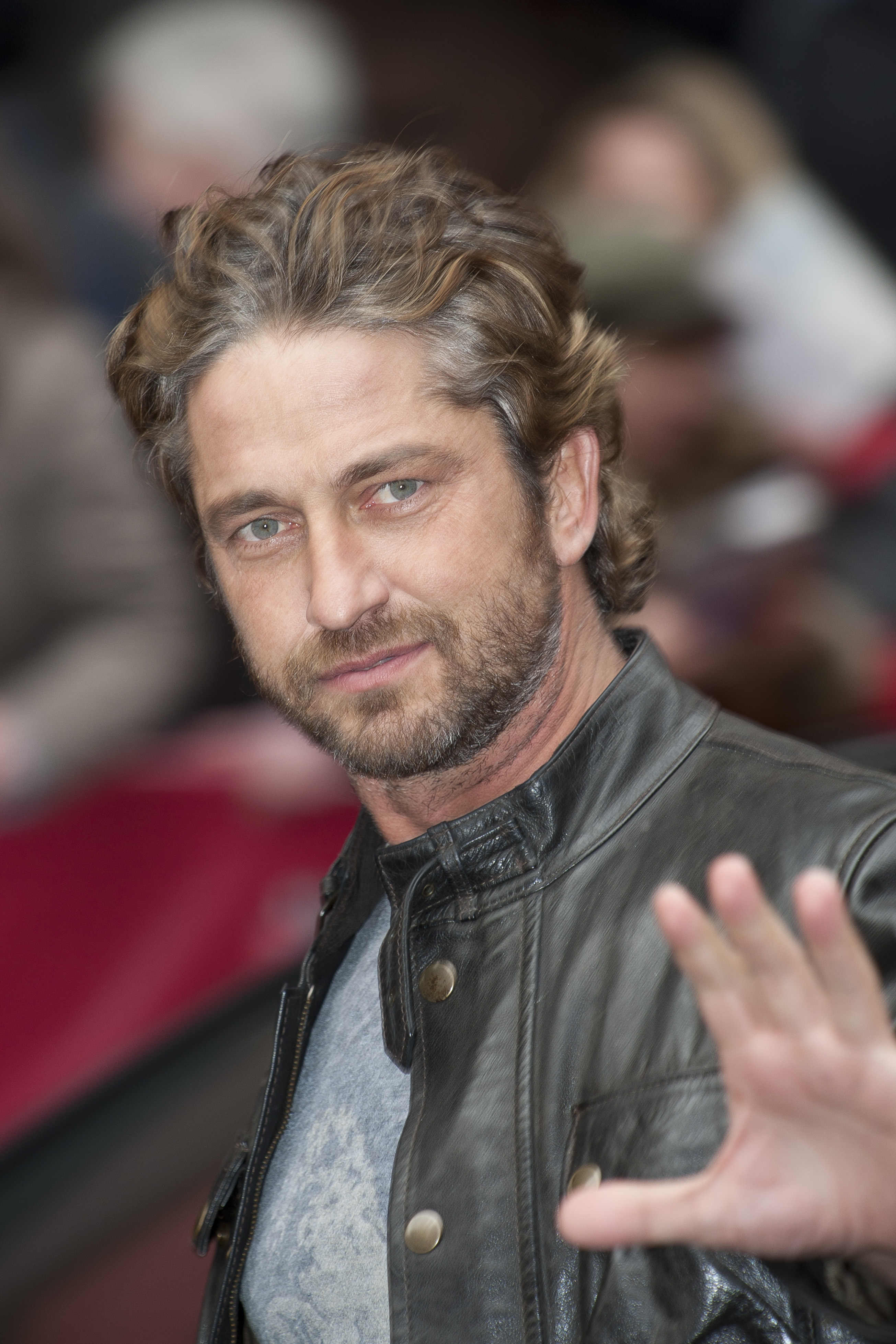
L'acteur à la Berlinale 2011, pour la présentation de Chasing Mavericks.

Butler multiplie alors les projets, sans jamais obtenir les faveurs de la critique.
En 2009 il confirme dans un cinéma commercial, en partageant l'affiche de la comédie romantique L'Abominable Vérité avec Katherine Heigl. La même année, il porte le thriller d'action Ultimate Game, qui passe quant à lui inaperçu. Enfin, il donne la réplique à Jamie Foxx pour le polar urbain Que justice soit faite, de F. Gary Gray. L'acteur incarne un homme, qui, à la suite du sauvage assassinat de sa femme et de sa fille, décide de les venger en tuant les meurtriers, mais aussi en s'en prenant au système judiciaire qu'il juge injuste.
En 2010, il peut compter sur le registre de la rom-com avec une autre spécialiste du genre, Jennifer Aniston. Le Chasseur de primes, d'Andy Tennant, reçoit des critiques catastrophiques mais fonctionne commercialement.
L'année suivante, il se concentre sur le registre de l'action : il porte le thriller Machine Gun de Marc Forster, et donne la réplique à Ralph Fiennes pour le peplum Ennemis jurés. Ce retour au genre qui l'a révélé permet à Butler de décrocher le second succès critique de sa carrière.
En 2012, il partage l'affiche du drame sportif Chasing Mavericks, mis en scène par Curtis Hanson, puis Michael Apted. Puis il porte la comédie romantique Love Coach, sous la direction de Gabriele Muccino. Le plus gros flop critique de sa carrière.
En 2013, il est la tête d'affiche du film d'action à l'ancienne La Chute de la Maison-Blanche, réalisé par Antoine Fuqua, et avec Morgan Freeman comme second. Le succès commercial du film lui permet de lancer une nouvelle franchise, sur laquelle il officie aussi comme producteur : il tourne ainsi la suite La Chute de Londres, cette fois devant les caméras de Babak Najafi, sortie en 2016. En 2019 sort le dernier chapitre de la trilogie, Angel Has Fallen, mis en images par Ric Roman Waugh.
Parallèlement, il reprend son rôle du roi Léonidas pour quelques scènes du film préquel 300 : La Naissance d'un empire (2014), cette fois mis en scène par Noam Murro. Puis il partage l'affiche du film d'aventure fantastique Gods of Egypt (2015), d'Alex Proyas, avec Nikolaj Coster-Waldau.
En 2016, il s'essaie à un registre plus sérieux avec le drame social Last Call, mais le film passe inaperçu.
L'année 2017 le voit s'essayer au film catastrophe avec Geostorm, sous la direction d'un spécialiste du genre, Dean Devlin. En 2018, il revient au film musclé avec Criminal Squad puis avec Hunter Killer, aux côtés de Gary Oldman. En décembre 2018, une étude basée sur les critiques de films agrégées par le site Metacritic lui décerne le titre de l'acteur hollywoodien ayant eu la plus mauvaise carrière de ces vingt dernières années.

## Vie privée
En 2010, il vit une courte idylle avec l’animatrice française Laurie Cholewa.
Butler est un fervent soutien de l'armée israélienne et a participé à plusieurs collectes de fonds dont le plus récemment, le                  1er novembre 2018 à Los Angeles.
Depuis son enfance, il est un fan du Celtic dont il a joué le rôle d'un ex-footballeur dans Love Coach.

## Filmographie
Sauf indication contraire, les informations mentionnées dans cette section peuvent être confirmées par les bases de données cinématographiques IMDb et Allociné,  présentes dans la section « Liens externes ».

### Cinéma

#### Courts métrages
- 1999 : Please! de Paul Black : Peter
- 2001 : Jewel of the Sahara d'Ariel Vromen : Capitaine Charles Belamy
- 2005 : Needlework Pictures Presents Francesco Vezzoli in Gore Vidal's 'Caligula' de Francesco Vezzoli : Prefect Cassius Chaerea

#### Années 1990
- 1997 : La Dame de Windsor (Mrs. Brown) de John Madden : Archie Brown
- 1997 : Demain ne meurt jamais (Tomorrow Never Dies) de Roger Spottiswoode : un matelot de première classe
- 1998 : La Malédiction de la momie (Tale of the Mummy) de Russell Mulcahy : Burke
- 1999 : La Cerisaie (O Vissinokipos) de Michael Cacoyannis : Yasha
- 1999 : Fast Food de Stewart Sugg : Jacko
- 1999 : One More Kiss (en) de Vadim Jean : Sam

#### Années 2000
- 2000 : Harrison's Flowers d'Élie Chouraqui : Chris Kumac
- 2000 : Dracula 2001 (Dracula 2000) de Patrick Lussier : Dracula
- 2002 : Le Règne du feu (Reign of Fire) de Rob S. Bowman : Creedy
- 2002 : Shooters de Colin Teague et Glenn Durfort : Max
- 2003 : Lara Croft : Tomb Raider, le berceau de la vie (Lara Croft Tomb Raider: The Cradle of Life) de Jan de Bont : Terry Sheridan
- 2003 : Prisonniers du temps (Timeline) de Richard Donner : André Marek
- 2004 : Dear Frankie de Shona Auerbach : l'étranger
- 2004 : Le Fantôme de l'Opéra (The Phantom of the Opera) de Joel Schumacher : Erik, le fantôme de l'Opéra
- 2005 : Le Match de leur vie (The Game of Their Lives) de David Anspaugh : Frank Borghi
- 2005 : Beowulf, la légende viking (Beowulf and Grendel) de Sturla Gunnarsson : Beowulf
- 2006 : 300 de Zack Snyder : Léonidas
- 2007 : Le Chantage (Butterfly on a Wheel) de Mike Barker : Neil Randall
- 2007 : P.S. I Love You de Richard LaGravenese : Gerry Kennedy
- 2008 : L'Île de Nim (Nim's Island) de Jennifer Flackett : Jack Rusoe / Alex Rover
- 2008 : RocknRolla de Guy Ritchie : One-Two
- 2009 : L'Abominable Vérité (The Ugly Truth) de Robert Luketic : Mike Chadway
- 2009 : Ultimate Game (Gamer) de Mark Neveldine et Brian Taylor : Kable
- 2009 : Que justice soit faite (Law Abiding Citizen) de F. Gary Gray : Clyde Shelton
- 2009 : Watchmen : Les Gardiens (Watchmen) de Zack Snyder : le marin des contes du Vaisseau Noir (voix, version Ultimate Cut uniquement)

#### Années 2010
- 2010 : Le Chasseur de primes (The Bounty Hunter) d'Andy Tennant : Milo Boyd
- 2011 : Machine Gun (Machine Gun Preacher) de Marc Forster : Sam Childers
- 2011 : Ennemis jurés (Coriolanus) de Ralph Fiennes : Tullus Aufidius
- 2012 : Chasing Mavericks de Michael Apted et Curtis Hanson : Frosty Hesson
- 2012 : Love Coach (Playing for Keeps) de Gabriele Muccino : George
- 2013 : My Movie Project (Movie 43) de Brett Ratner : un leprechaun
- 2013 : La Chute de la Maison-Blanche (Olympus Has Fallen) d'Antoine Fuqua : Mike Banning
- 2014 : 300 : La Naissance d'un empire (300: Rise of an Empire) de Noam Murro : Léonidas
- 2016 : La Chute de Londres (London Has Fallen) de Babak Najafi : Mike Banning
- 2016 : Gods of Egypt d'Alex Proyas : Seth
- 2016 : Last Call (A Family Man) de Mark Williams : Dane Jensen
- 2017 : Geostorm de Dean Devlin : Jake
- 2018 : Criminal Squad (Den of Thieves) de Christian Gudegast : Nick « Big Nick » Flanagan
- 2018 : Hunter Killer de Donovan Marsh : Joe Glass
- 2018 : Keepers (The Vanishing) de Kristoffer Nyholm : James Ducat
- 2019 : La Chute du Président (Angel Has Fallen) de Ric Roman Waugh : Mike Banning

#### Années 2020
- 2020 : Greenland de Ric Roman Waugh : John Garrity
- 2021 : Copshop de Joe Carnahan : Bob Viddick
- 2022 : La Disparue (Last Seen Alive) de Brian Goodman (en) : Will Spann
- 2023 : Mayday (Plane) de Jean-François Richet : Brodie Torrance
- 2023 : Kandahar de Ric Roman Waugh : Tom Harris
- 2025 : Criminal Squad : Pantera (Den of Thieves 2: Pantera) de Christian Gudegast : Nick « Big Nick » Flanagan
- 2025 : Dragons (How to Train Your Dragon) de Dean DeBlois : Stoïk la Brute

Prochainement
- 2025 : In the Hand of Dante de Julian Schnabel
- 2025 : Greenland: Migration de Ric Roman Waugh : John Garrity

#### Longs métrages d'animation
- 2010 : Dragons (How To Train Your Dragon) de Dean DeBlois et Chris Sanders : Stoïk la Brute
- 2014 : Dragons 2 (How To Train Your Dragon 2) de Dean DeBlois : Stoïk la Brute

### Télévision

#### Téléfilms
- 1998 : Little White Lies de Philip Saville : Peter
- 2001 : Attila le Hun (Attila) de Dick Lowry : Attila

#### Séries télévisées
- 1998 : Comment devenir une rock star : Marty Claymore (6 épisodes)
- 1999-2000 : Lucy Sullivan Is Getting Married : Gus (14 épisodes)
- 2001 : An Unsuitable Job for a Woman : Tim Bolton (1 épisode)
- 2002 : The Jury : Johnnie Donne (6 épisodes)

### Comme producteur
- 2006 : Wrath of Gods (documentaire)
- 2009 : Que justice soit faite (film)
- 2011 : Machine Gun (film)
- 2012 : Chasing Mavericks (film)
- 2012 : Love Coach (film)
- 2013 : La Chute de la Maison-Blanche (film)
- 2015 : Insurrection (film)
- 2016 : La Chute de Londres (film)
- 2016 : Last Call (film)
- 2018 : Criminal Squad (film)
- 2018 : Keepers (film)
- 2018 : Hunter Killer (film)
- 2019 : Le Souffle du serpent (Them That Follow) (film)
- 2019 : La Chute du Président (Angel Has Fallen) (film)
- 2020 : Greenland (Greenland) (film)
- 2023 : Mayday (Plane) de Jean-François Richet
- 2023 : Kandahar de Ric Roman Waugh
- 2025 : Criminal Squad : Pantera (Den of Thieves 2: Pantera) de Christian Gudegast
- 2025 : Greenland: Migration de Ric Roman Waugh

## Distinctions
Sauf indication contraire ou complémentaire, les informations mentionnées dans cette section proviennent de la base de données IMDb.

### Récompenses
- MTV Movie & TV Awards 2007 : meilleur combat pour 300
- Taurus World Stunt Awards 2007 : meilleur acteur de film d'action
- Yoga Awards 2011 : 
  - pire acteur étranger pour Le chasseur de primes
  - pire acteur étranger pour Que justice soit faite
- Goldene Kamera 2016 : meilleur acteur international

### Nominations
- Online Film & Television Association 2005 : meilleure adaptation musicale pour Le fantôme de l'opéra, nomination partagée avec Andrew Lloyd Webber, Chip Hart et Richard Stilgoe
- 10e cérémonie des Satellite Awards 2005 : meilleur acteur pour Le fantôme de l'opéra
- Golden Schmoes Awards 2007 : meilleure révélation de l'année pour 300
- MTV Movie & TV Awards 2007 : meilleure performance pour 300
- 13e cérémonie des Empire Awards 2008 : meilleur acteur pour 300
- 34e cérémonie des Saturn Awards 2008 : meilleur acteur pour 300
- People's Choice Awards 2010 : star d'action préféré
- Russian National Movie Awards 2010 : meilleur acteur étranger
- 12e cérémonie des Teen Choice Awards 2010 :
  - meilleur acteur dans une comédie romantique pour L'abominable vérité
  - meilleur acteur dans une comédie romantique pour Le chasseur de primes
- Annie Awards 2011 : meilleure performance de doublage dans un film d'animation pour Dragons
- 31e cérémonie des Razzie Awards 2011 : 
  - pire acteur pour Le chasseur de primes
  - pire couple à l'écran pour Le chasseur de primes, nomination partagée avec Jennifer Aniston
- Russian National Movie Awards 2014 : meilleur acteur étranger de la décennie
- Behind the Voice Actors Awards 2015 : meilleure performance de doublage par une distribution dans un film d'animation pour Dragons 2
- 37e cérémonie des Razzie Awards 2017 :  
  - pire acteur pour Gods of Egypt
  - pire acteur pour La chute de Londres

## Voix françaises
En France, Boris Rehlinger est la voix française régulière de Gerard Butler. Avant lui, Marc Saez était sa première voix régulière. Éric Herson-Macarel et Patrice Baudrier l'ont également doublé à trois et deux reprises respectivement.
Au Québec, il est régulièrement doublé par Daniel Picard. Louis-Philippe Dandenault l'a doublé à six reprises.